# Солелюбка тритичинкова
Солелюбка тритичинкова, петросимонія тритичинкова (Petrosimonia triandra) — вид рослин з родини амарантових (Amaranthaceae), поширений від Румунії на схід до Сибіру.

## Опис
Однорічна рослина, 10–35 см заввишки. Стебло висхідне, з прутоподібними гілками. Листки ниткоподібно-валькуваті, до 4 см завдовжки, чергові, крім самих нижніх. Приквітки човникоподібно-яйцеподібні, з широкою основою і вузькою, злегка відігнутою верхівкою. Листочків оцвітини і тичинок по 3. 

## Поширення
Поширений від Румунії на схід до Сибіру.
В Україні вид зростає на солончаках і солонцях — в Правобережному Степу (Одеська область, місто Саврань), Донецькому Лісостепу (Слов'янськ), Степу та Криму.